# Amon Tobin
Amon Tobin er en brasiliansk musiker, på nuværende tidspunkt bosat i Montreal. Hans musik er udpræget samplebasereret, og indeholder elementer fra så forskellige musikalske stilarter som drum'n'bass, trip-hop, breakbeat, jazz, blues, breakbeat og ambient.

## Diskografi

### Albummer
- Adventures in Foam (Ninebar, 1996) (som Cujo) (Genudgivet, Ninja Tune, 2002)
- Bricolage (Ninja Tune, 1997)
- Permutation (Ninja Tune, 1998)
- Supermodified (Ninja Tune, 2000)
- Out from Out Where (Ninja Tune, 2002)
- Chaos Theory - Splinter Cell 3 Soundtrack (Ninja Tune, 2005)
- Foley Room (Ninja Tune, 2007)

### Fællesværker og liveindspilninger
- Verbal Remixes & Collaborations (2003)
- Solid Steel Presents Amon Tobin: Recorded Live (Ninja Tune, 2004)
- Peeping Tom (Ipecac, 2006) (Et album af Mike Patton. Amon Tobin medvirker på nummeret "Don't Even Trip".)
- Two Fingers – Untitled (2008). En nylig produktion lavet i samarbejde mellem Amon Tobin og Doubleclick, samt MC Sway[1].

### Singler og ep'er
- Curfew (1995) (som Cujo)
- The Remixes (1996) (som Cujo)
- Creatures (1996)
- Chomp Samba (1997)
- Mission (1997)
- Pirahna Breaks (1997)
- Like Regular Chickens (Danny Breaks & Dillinja Remixes) (1998)
- 4 Ton Mantis (2000)
- Slowly (2000)
- East To West (2002)
- Verbal (2002)
- Angel Of Theft (2004) (Som Player)
- The Lighthouse (2005)
- Bloodstone EP (2007)
- Kitchen Sink Remixes (2007)

### B-sider og andre numre
- Shiny Things (Fra Creatures)
- Daytrip (Fra Creatures)
- Tabukula Beach Resort (Fra Mission)
- Piranha Breaks (Fra Piranha Breaks)
- Sub Tropic (Fra Piranha Breaks)
- Hot Pursuit (Fra Piranha Breaks)
- Melody Infringement (Fra Ninja Cuts: Funkungfusion kompilationen)
- Yards (Fra 4 Ton Mantis)
- Bad Sex (Fra Slowly)
- Down & To The Left (Fra Xen Cuts kompilationen)
- East To West (Fra East To West)
- Sirens (Fra East To West)
- Cougar Merkin (Fra Verbal)
- The Whole Nine (Fra Verbal)
- El Chimi (Fra Verbal)
- The Last Minute (Fra The Last Minute Soundtrack)
- Here Comes The Moon Man (Fra Bloodstone)